# The Venetian (Макао)
The Venetian (澳門威尼斯人度假村酒店) — 39-этажный небоскрёб высотой 225 метров, второе по высоте здание Макао. Отель построен в 2007 году в игровой зоне Котай в стиле постмодернизма, стоимость проекта составила 2,4 млрд долларов (на момент открытия являлся крупнейшим казино и третьим по площади помещений зданием в мире, ныне — 7-й в этом списке, а также 23-й в списке крупнейших гостиниц мира). Девелопером является американская компания Las Vegas Sands, принадлежащая миллиардеру Шелдону Адельсону. Комплекс включает в свой состав одно из крупнейших в мире казино, 3 000 гостиничных номеров, спортивно-развлекательную арену CotaiArena на 15 тыс. зрителей, центр выставок и конференций, 350 магазинов, 30 ресторанов. На территории комплекса расположены венецианские достопримечательности: колокольня и каналы, по которым плавают гондолы.
|       |      |        |
| Отель | Холл | Казино |

Скоростной паром Cotai Water Jet доставляет посетителей отеля и казино из Гонконга в Макао. Специально для The Venetian (Макао) канадский Cirque du Soleil разработал свою первую азиатскую стационарную шоу-программу Zaia.
В CotaiArena регулярно проводятся конкурсы красоты, концерты звёзд эстрады, награждения победителей в различных музыкальных номинациях, спортивные соревнования (боксёрские поединки, баскетбольные и теннисные игры) и другие шоу.
Согласно некоторым источникам, менеджмент казино был связан с незаконными операциями триад (китайской мафии) из Гонконга и Макао.    